# Concerts de Final Fantasy

Final Fantasy (ファイナルファンタジー, Fainaru Fantajii) est une série de jeux vidéo de rôle (RPG) produite par Square Enix (originellement Square) initiée par Hironobu Sakaguchi en 1987 au Japon sur la console NES avec le jeu Final Fantasy.
Le principal compositeur des musiques des jeux est Nobuo Uematsu, qui a à lui seul composé les bandes originales des onze premiers Final Fantasy. Parmi les autres compositeurs importants ayant contribué aux différents produits de la franchise Final Fantasy, on peut citer Masashi Hamauzu, Naoshi Mizuta, Hitoshi Sakimoto, et Kumi Tanioka.
La plupart des épisodes de la série Final Fantasy et de ceux des séries auxiliaires ont donné lieu à des bandes originales, ainsi qu'à des versions orchestrales, des arrangements pour pianos, et à des musiques vocales. Les morceaux résultants ont été interprétés lors de concerts et représentations, tels les Concerts orchestraux de musiques de jeux, les Concerts symphoniques de musiques de jeux, le Play! A Video Game Symphony et des concerts du Video Games Live, mais ont aussi été joués lors de représentions exclusivement dédiées à la série principale des Final Fantasy.
La première, Symphonic Suite Final Fantasy, réunit les plus grandes musiques des deux premiers jeux de la série. Plus d'une dizaine d'années plus tard, le concert 20020220 Music from Final Fantasy, donné le 20 février 2002, passe en revue des morceaux des dix premiers opus de la série. Elle a été suivie par une série de six concerts au Japon débutée en mars 2004, appelée Tour de Japon: Music from Final Fantasy. Une série de concerts a aussi été donnée à travers les États-Unis entre 2004 et 2005, prénommé Dear Friends -Music From Final Fantasy-, suivie par le concert More Friends: Music from Final Fantasy le 16 mai 2005. Voices - Music from Final Fantasy est une représentation donnée à Yokohama le 18 février 2006, se concentrant sur les musiques chantées. La dernière tournée en date, Distant Worlds: Music from Final Fantasy, a commencé en 2007 et n'est pas encore achevée.

## Final Fantasy: Symphonic Suite
Final Fantasy: Symphonic Suite est un concert donné le 20 mai 1989 au Gohanda Hall de Tōkyō. Découpé en sept scènes, il reprend des musiques du premier Final Fantasy  et de Final Fantasy II. Les morceaux, composés par Nobuo Uematsu, ont été arrangés par Katsuhisa Hattori et Takayuki Hattori, et interprétés par l'orchestre symphonique de Tōkyō.
L'enregistrement du concert a donné lieu à un album, nommé lui aussi Symphonic Suite Final Fantasy.

## 20020220 Music from Final Fantasy
20020220 Music from Final Fantasy est le premier concert officiellement dédié à la série Final Fantasy, donné le 20 février 2002 au Tokyo International Forum par l'Orchestre philharmonique de Tokyo dirigé par Taizo Takemoto et commenté par Masakazu Morita et Mayuko Aoki.
Les morceaux interprétés étaient des arrangements pour orchestre de ceux des bandes originales, composés par Nobuo Uematsu. Les arrangements ont été réalisés principalement par Uematsu et Shirō Hamaguchi, ceux de To Zanarkand et Yuna's Decision revenant à Masashi Hamauzu.
L'orchestre a joué 17 morceaux, pendant presque deux heures. Des morceaux de chacun des Final Fantasy sortis à l'époque, du premier à Final Fantasy X, ont été joués. RIKKI, qui chante Suteki Da ne dans Final Fantasy X, l'a interprété durant le concert. Melodies of Life de Final Fantasy IX a aussi été interprété par sa chanteuse première, Emiko Shiratori. To Zanarkand et Yuna's Decision, ont été jouées par le pianiste Aki Kuroda seul ; Liberi Fatali et One-Winged Angel ont été interprétés par un orchestre accompagné d'un chœur.
Kiyotsugu Amano a accompagné à la guitare Dear Friends (Final Fantasy V) et Vamo' Alla Flamenco (Final Fantasy IX)
.
Un album, 20020220: Music from Final Fantasy, basé sur l'enregistrement du concert est sorti le 9 mai 2002.
| Liste des titres |                                  | |
| --- | -------------------------------- | --- |
| \| # \| Titre \| Jeu d'origine \| \| --- \| -------------------------------- \| ------------------------------------------------------------------------------------------------------------------------------------------------------ \| \| 1. \| Liberi Fatali \| Final Fantasy VIII \| \| 2. \| Theme of Love \| Final Fantasy IV \| \| 3. \| Final Fantasy I-III Medley \| Final Fantasy I (The Prelude, Main Theme, Matoya's Cave) Final Fantasy II (Rebel Army Theme, Chocobo Theme) Final Fantasy III (Elia, the Water Maiden) \| \| 4. \| Aerith's Theme \| Final Fantasy VII \| \| 5. \| Don't Be Afraid \| Final Fantasy VIII \| \| 6. \| Tina \| Final Fantasy VI \| \| 7. \| Dear Friends \| Final Fantasy V \| \| 8. \| Vamo' Alla Flamenco \| Final Fantasy IX \| \| \| Entracte \| \| \| 9. \| To Zanarkand \| Final Fantasy X \| \| 10. \| Yuna's Decision \| Final Fantasy X \| \| 11. \| Love Grows \| Final Fantasy VIII \| \| 12. \| Suteki da ne \| Final Fantasy X \| \| 13. \| The Place I'll Return to Someday \| Final Fantasy IX \| \| 14. \| Melodies of Life \| Final Fantasy IX \| \| 15. \| One Winged Angel \| Final Fantasy VII \| \| \| Encore \| \| \| 16. \| The Man with the Machine Gun \| Final Fantasy VIII \| \| 17. \| Final Fantasy Theme \| Série des Final Fantasy \| |                                  | |
| # | Titre                            | Jeu d'origine |
| 1. | Liberi Fatali                    | Final Fantasy VIII |
| 2. | Theme of Love                    | Final Fantasy IV |
| 3. | Final Fantasy I-III Medley       | Final Fantasy I (The Prelude, Main Theme, Matoya's Cave) Final Fantasy II (Rebel Army Theme, Chocobo Theme) Final Fantasy III (Elia, the Water Maiden) |
| 4. | Aerith's Theme                   | Final Fantasy VII |
| 5. | Don't Be Afraid                  | Final Fantasy VIII |
| 6. | Tina                             | Final Fantasy VI |
| 7. | Dear Friends                     | Final Fantasy V |
| 8. | Vamo' Alla Flamenco              | Final Fantasy IX |
| | Entracte                         | |
| 9. | To Zanarkand                     | Final Fantasy X |
| 10. | Yuna's Decision                  | Final Fantasy X |
| 11. | Love Grows                       | Final Fantasy VIII |
| 12. | Suteki da ne                     | Final Fantasy X |
| 13. | The Place I'll Return to Someday | Final Fantasy IX |
| 14. | Melodies of Life                 | Final Fantasy IX |
| 15. | One Winged Angel                 | Final Fantasy VII |
| | Encore                           | |
| 16. | The Man with the Machine Gun     | Final Fantasy VIII |
| 17. | Final Fantasy Theme              | Série des Final Fantasy |

## Tour de Japon
Tour de Japon: Music from Final Fantasy  est une série de sept concerts donnés dans six villes du Japon, de mars à avril 2004.
Les morceaux interprétés ont été composés par Nobuo Uematsu et arrangé par Shiro Hamaguchi. De même que lors du 20020220 Music from Final Fantasy, Taizo Takemoto a dirigé l'orchestre.
| Liste des titres |                                   |                                                  |
| --- | --------------------------------- | ------------------------------------------------ |
| \| # \| Titre \| Jeu d'origine \| \| --- \| --------------------------------- \| ------------------------------------------------ \| \| 1. \| Opening ~ Bombing Mission \| Final Fantasy VII \| \| 2. \| To Zanarkand \| Final Fantasy X \| \| 3. \| Ronfaure \| Final Fantasy XI \| \| 4. \| Aerith's Theme \| Final Fantasy VII \| \| 5. \| The Oath \| Final Fantasy VIII \| \| 6. \| Not Alone \| Final Fantasy IX \| \| \| Entracte \| \| \| 7. \| Ahead on Our Way \| Final Fantasy V \| \| 8. \| Main Theme of Final Fantasy VII \| Final Fantasy VII \| \| 9. \| Theme of Love \| Final Fantasy IV \| \| 10. \| Final Fantasy I-III Medley 2004 \| Final Fantasy I, II, III \| \| 11. \| Opera “Maria and Draco” \| Final Fantasy VI (Aria di Mezzo Carattere') \| \| 12. \| New Tune from FF7 Advent Children \| Final Fantasy VII Advent Children (Cloud Smiles) \| \| 13. \| Final Fantasy Main Theme \| Série des Final Fantasy \| |                                   |                                                  |
| # | Titre                             | Jeu d'origine                                    |
| 1. | Opening ~ Bombing Mission         | Final Fantasy VII                                |
| 2. | To Zanarkand                      | Final Fantasy X                                  |
| 3. | Ronfaure                          | Final Fantasy XI                                 |
| 4. | Aerith's Theme                    | Final Fantasy VII                                |
| 5. | The Oath                          | Final Fantasy VIII                               |
| 6. | Not Alone                         | Final Fantasy IX                                 |
| | Entracte                          |                                                  |
| 7. | Ahead on Our Way                  | Final Fantasy V                                  |
| 8. | Main Theme of Final Fantasy VII   | Final Fantasy VII                                |
| 9. | Theme of Love                     | Final Fantasy IV                                 |
| 10. | Final Fantasy I-III Medley 2004   | Final Fantasy I, II, III                         |
| 11. | Opera “Maria and Draco”           | Final Fantasy VI (Aria di Mezzo Carattere')      |
| 12. | New Tune from FF7 Advent Children | Final Fantasy VII Advent Children (Cloud Smiles) |
| 13. | Final Fantasy Main Theme          | Série des Final Fantasy                          |

| Liste des représentations |                                                     |                                          |
| --- | --------------------------------------------------- | ---------------------------------------- |
| \| Date \| Lieu \| Orchestre \| \| ----------------------------------- \| --------------------------------------------------- \| ---------------------------------------- \| \| 12 mars 2004 \| Yokohama – Minato Mirai Hall \| Nouvel orchestre philharmonique du Japon \| \| 14 mars 2004, mi-journée et soirée. \| Tokyo – Bunkamura Orchard Hall \| Tokyo City Philharmonic \| \| 19 mars 2004 \| Sapporo – Sapporo Concert Hall \| Sapporo Symphony Orchestra \| \| 2 avril 2004 \| Nagoya – Aichi Prefectural Art Theater Concert Hall \| Nagoya Philharmonic Symphony Orchestra \| \| 11 avril 2004 \| Fukuoka – ACROS Fukuoka Symphony Hall \| Kyūshū Symphony \| \| 16 avril 2004 \| Osaka – Festival Hall \| Osaka Symphoniker Orchestra \| |                                                     |                                          |
| Date | Lieu                                                | Orchestre                                |
| 12 mars 2004 | Yokohama – Minato Mirai Hall                        | Nouvel orchestre philharmonique du Japon |
| 14 mars 2004, mi-journée et soirée. | Tokyo – Bunkamura Orchard Hall                      | Tokyo City Philharmonic                  |
| 19 mars 2004 | Sapporo – Sapporo Concert Hall                      | Sapporo Symphony Orchestra               |
| 2 avril 2004 | Nagoya – Aichi Prefectural Art Theater Concert Hall | Nagoya Philharmonic Symphony Orchestra   |
| 11 avril 2004 | Fukuoka – ACROS Fukuoka Symphony Hall               | Kyūshū Symphony                          |
| 16 avril 2004 | Osaka – Festival Hall                               | Osaka Symphoniker Orchestra              |

## Dear Friends: Music from Final Fantasy
Dear Friends - Music from Final Fantasy est la première série de concerts donnés aux États-Unis, de 2004 à 2005. Le nom donné au concert, tiré d'un des morceaux de Final Fantasy V joué lors du concert, est aussi un moyen pour Uematsu de remercier les fans de sa musique et de la série Final Fantasy.
À l'origine, un seul concert devait avoir lieu, le 10 mai 2004, mettant en scène l'orchestre philharmonique de Los Angeles dirigé par Miguel Harth-Bedoya
.
Commenté par James Arnold Taylor, qui avait prêté sa voix à Tidus dans la version américaine de Final Fantasy X, le concert était accompagné par la diffusion de scènes en rapport avec les morceaux joués, sur de larges écrans surplombant l'orchestre.
Comme dans les précédents concerts, l'orchestre a été accompagnée par d'autres instruments, comme la guitare pour Dear Friends, des castagnettes pour Vamo' Alla Flamenco ou le piano pour To Zanarkand et Cloud Smiles,
morceau dont le titre n'avait pas encore été dévoilé et qui était seulement connu comme faisant partie de Final Fantasy VII Advent Children, qui n'était alors pas encore sorti. La Los Angeles Master Chorale a accompagné l'orchestre pour le dernier morceau, One-Winged Angel.
Le succès du concert, qui s'est traduit par un écoulement des places en trois jours, a eu pour conséquence le début d'une série de concerts dirigée par Arnie Roth,.
L'orchestre n'étaient pas le même d'une représentation à l'autre, mais le programme de chaque concert était identique à celui du premier.
| Liste des titres |                     |                                   |
| --- | ------------------- | --------------------------------- |
| \| # \| Titre \| Jeu d'origine \| \| --- \| ------------------- \| --------------------------------- \| \| 1. \| Liberi Fatali \| Final Fantasy VIII \| \| 2. \| To Zanarkand \| Final Fantasy X \| \| 3. \| Terra \| Final Fantasy VI \| \| 4. \| Theme of Love \| Final Fantasy IV \| \| 5. \| Dear Friends \| Final Fantasy V \| \| 6. \| Vamo' Alla Flamenco \| Final Fantasy IX \| \| 7. \| Love Grows \| Final Fantasy VIII \| \| \| Entracte \| \| \| 8. \| Aerith's Theme \| Final Fantasy VII \| \| 9. \| You are not Alone \| Final Fantasy IX \| \| 10. \| Ronfaure \| Final Fantasy XI \| \| 11. \| Medley \| Final Fantasy I, II, III \| \| 12. \| Cloud Smiles \| Final Fantasy VII Advent Children \| \| 13. \| Final Fantasy Theme \| Série des Final Fantasy \| \| \| Encore \| \| \| 14. \| One-Winged Angel \| Final Fantasy VII \| |                     |                                   |
| # | Titre               | Jeu d'origine                     |
| 1. | Liberi Fatali       | Final Fantasy VIII                |
| 2. | To Zanarkand        | Final Fantasy X                   |
| 3. | Terra               | Final Fantasy VI                  |
| 4. | Theme of Love       | Final Fantasy IV                  |
| 5. | Dear Friends        | Final Fantasy V                   |
| 6. | Vamo' Alla Flamenco | Final Fantasy IX                  |
| 7. | Love Grows          | Final Fantasy VIII                |
| | Entracte            |                                   |
| 8. | Aerith's Theme      | Final Fantasy VII                 |
| 9. | You are not Alone   | Final Fantasy IX                  |
| 10. | Ronfaure            | Final Fantasy XI                  |
| 11. | Medley              | Final Fantasy I, II, III          |
| 12. | Cloud Smiles        | Final Fantasy VII Advent Children |
| 13. | Final Fantasy Theme | Série des Final Fantasy           |
| | Encore              |                                   |
| 14. | One-Winged Angel    | Final Fantasy VII                 |

| Liste des représentations |                                             |                                     |
| --- | ------------------------------------------- | ----------------------------------- |
| \| Date \| Lieu \| Orchestre \| \| --------------------- \| ------------------------------------------- \| ----------------------------------- \| \| 11 mai 2004 \| Los Angeles – Walt Disney Concert Hall \| Los Angeles Philharmonic Orchestra \| \| 19 février 2005 \| Rosemont (Illinois) – Rosemont Theatre \| Chicagoland Pops Orchestra \| \| 7 mars, 2005 \| San Francisco – Nob Hill Masonic Auditorium \| Symphony Silicon Valley \| \| 20 mai 2005 \| Hartford (Connecticut) – The Bushnell \| Orchestre symphonique local \| \| 24 et 25 juin 2005 \| Atlanta – Symphony Hall \| Orchestre symphonique de d'Atlanta \| \| 1er juillet 2005 \| Fort Worth – Bass Symphony Hall \| Orchestre symphonique de Fort Worth \| \| 9 juillet 2005 \| Minneapolis – Orchestra Hall \| Orchestre symphonique du Minnesota \| \| 14 juillet 2005 \| San Diego – Embarcadero Marina Park South \| Orchestre symphonique de San Diego \| \| 23 et 24 juillet 2005 \| Detroit – Orchestra Hall \| Orchestre symphonique de Détroit \| |                                             |                                     |
| Date | Lieu                                        | Orchestre                           |
| 11 mai 2004 | Los Angeles – Walt Disney Concert Hall      | Los Angeles Philharmonic Orchestra  |
| 19 février 2005 | Rosemont (Illinois) – Rosemont Theatre      | Chicagoland Pops Orchestra          |
| 7 mars, 2005 | San Francisco – Nob Hill Masonic Auditorium | Symphony Silicon Valley             |
| 20 mai 2005 | Hartford (Connecticut) – The Bushnell       | Orchestre symphonique local         |
| 24 et 25 juin 2005 | Atlanta – Symphony Hall                     | Orchestre symphonique de d'Atlanta  |
| 1er juillet 2005 | Fort Worth – Bass Symphony Hall             | Orchestre symphonique de Fort Worth |
| 9 juillet 2005 | Minneapolis – Orchestra Hall                | Orchestre symphonique du Minnesota  |
| 14 juillet 2005 | San Diego – Embarcadero Marina Park South   | Orchestre symphonique de San Diego  |
| 23 et 24 juillet 2005 | Detroit – Orchestra Hall                    | Orchestre symphonique de Détroit    |

## More Friends: Music from Final Fantasy
More Friends: Music from Final Fantasy est un concert ayant eu lieu le 16 mai 2005 au Gibson Amphitheatre à Los Angeles, alors que la série de concerts Dear Friends: Music from Final Fantasy n'était pas encore achevée. La durée le séparant de la date du premier concert de Dear Friends: Music from Final Fantasy correspond approximativement à une année. Les pièces interprétées sont des morceaux composés par Nobuo Uematsu et provenant de la série de jeux Final Fantasy ; l'arrangement pour orchestre a été réalisé par Shiro Hamaguchi, Tsuyoshi Sekito et Michio Okamiya et l'orchestre a été une nouvelle fois dirigé par Arnie Roth. The Black Mages ont interprété The Rocking Grounds et Maybe I'm a Lion et se sont joints à l'orchestre et à l'ensemble des CSUF University Singers pour la pièce Advent: One-Winged Angel, RIKKI et Emiko Shiratori ont chanté respectivement Suteki da Ne et Melodies of life, et les chants de l'Opera Maria and Draco ont été interprétés par Stephenie Woodling, Chad Berlinghier, et Todd Robinson. Un album live a été produit. 
| Liste des titres |                                                     |                                   |
| --- | --------------------------------------------------- | --------------------------------- |
| \| # \| Titre \| Jeu d'origine \| \| --- \| --------------------------------------------------- \| --------------------------------- \| \| 1. \| Opening ~ Bombing Mission \| Final Fantasy VII \| \| 2. \| Aerith's Theme \| Final Fantasy VII \| \| 3. \| To Zanarkand \| Final Fantasy X \| \| 4. \| Don't Be Afraid \| Final Fantasy VIII \| \| 5. \| Tina's Theme \| Final Fantasy VI \| \| 6. \| Swing de Chocobo \| Série Final Fantasy \| \| 7. \| Final Fantasy Theme \| Série Final Fantasy \| \| 8. \| The Rocking Grounds \| Final Fantasy III \| \| 9. \| Maybe I'm a Lion \| Final Fantasy VIII \| \| 10. \| Suteki da ne \| Final Fantasy X \| \| 11. \| The Place I'll Return to Someday ~ Melodies of Life \| Final Fantasy IX \| \| 12. \| Opera "Maria & Draco \| Final Fantasy VI \| \| \| Encore \| \| \| 13. \| Advent: One-Winged Angel \| Final Fantasy VII Advent Children \| |                                                     |                                   |
| # | Titre                                               | Jeu d'origine                     |
| 1. | Opening ~ Bombing Mission                           | Final Fantasy VII                 |
| 2. | Aerith's Theme                                      | Final Fantasy VII                 |
| 3. | To Zanarkand                                        | Final Fantasy X                   |
| 4. | Don't Be Afraid                                     | Final Fantasy VIII                |
| 5. | Tina's Theme                                        | Final Fantasy VI                  |
| 6. | Swing de Chocobo                                    | Série Final Fantasy               |
| 7. | Final Fantasy Theme                                 | Série Final Fantasy               |
| 8. | The Rocking Grounds                                 | Final Fantasy III                 |
| 9. | Maybe I'm a Lion                                    | Final Fantasy VIII                |
| 10. | Suteki da ne                                        | Final Fantasy X                   |
| 11. | The Place I'll Return to Someday ~ Melodies of Life | Final Fantasy IX                  |
| 12. | Opera "Maria & Draco                                | Final Fantasy VI                  |
| | Encore                                              |                                   |
| 13. | Advent: One-Winged Angel                            | Final Fantasy VII Advent Children |

## Voices - Music from Final Fantasy
Voices - Music from Final Fantasy est un concert ayant eu lieu le 18 février 2006 au Pacifico Yokohoma à Yokohama au Japon, dont le contenu se concentre sur les pièces vocales de la série Final Fantasy, composées par Nobuo Uematsu. La partie instrumentale est revenue au Prima Vista Philharmonic Orchestra, dirigé par Arnie Roth. Beaucoup de pièces ont été chantées par leur interprète original : Emiko Shiratori, RIKKI, Izumi Masuda et Andela Aki ont respectivement chanté Melodies of Life, Suteki Da Ne, Memoro de la Ŝtono et Kiss me Good-bye. Angela Aki a aussi chanté Eyes on Me de Final Fantasy VIII, dont l'interprète original est Faye Wong. The Black Mages ont interprété leur morceau Advent: One Winged Angel avec l'orchestre. D'autres chanteurs et chœurs ont rejoint l'orchestre pour le reste des pièces, dont notamment Etsuyo Ota, Tomoaki Watanabe, et Tetsuya Odagawa pour l'Opera « Maria and Draco », comme pour le Tour de Japon deux ans auparavant.
Un DVD contenant un enregistrement du concert ainsi que des interviews de Nobuo Uematsu, de Arnie Roth et des chanteurs est sorti le 21 juin 2006,
.
| Liste des titres |                                         |                                            |
| --- | --------------------------------------- | ------------------------------------------ |
| \| # \| Titre \| Jeu d'origine \| \| --- \| --------------------------------------- \| ------------------------------------------ \| \| 1. \| Prelude \| Série Final Fantasy \| \| 2. \| Liberi Fatali \| Final Fantasy VIII \| \| 3. \| Fisherman's Horizon \| Final Fantasy VIII \| \| 4. \| Hymn of the Fait \| Final Fantasy X \| \| 5. \| Suteki da ne \| Final Fantasy X \| \| 6. \| Final Fantasy Doo Wop Medley \| Série Final Fantasy \| \| 7. \| A Place to Call Home ~ Melodies of Life \| Final Fantasy IX \| \| 8. \| Final Fantasy \| Série Final Fantasy \| \| 9. \| Prima Vista Orchestra \| Final Fantasy IX \| \| 10. \| The Promised Land \| Final Fantasy VII Advent Children \| \| 11. \| Thème d'introduction Memoro de la Ŝtono \| Final Fantasy XI \| \| 12. \| Eyes on Me \| Final Fantasy VIII \| \| 13. \| Kiss Me Good-Bye \| Final Fantasy XII \| \| 14. \| Opera « Maria & Draco » \| Final Fantasy VI (Aria di Mezzo Carattere) \| \| 15. \| Swing de Chocobo \| Série Final Fantasy \| \| 16. \| Advent: One Winged Angel \| Final Fantasy VII Advent Children \| \| \| Encore \| \| \| 17. \| Advent: One Winged Angel \| Final Fantasy VII Advent Children \| \| 18. \| Final Fantasy \| Série Final Fantasy \| |                                         |                                            |
| # | Titre                                   | Jeu d'origine                              |
| 1. | Prelude                                 | Série Final Fantasy                        |
| 2. | Liberi Fatali                           | Final Fantasy VIII                         |
| 3. | Fisherman's Horizon                     | Final Fantasy VIII                         |
| 4. | Hymn of the Fait                        | Final Fantasy X                            |
| 5. | Suteki da ne                            | Final Fantasy X                            |
| 6. | Final Fantasy Doo Wop Medley            | Série Final Fantasy                        |
| 7. | A Place to Call Home ~ Melodies of Life | Final Fantasy IX                           |
| 8. | Final Fantasy                           | Série Final Fantasy                        |
| 9. | Prima Vista Orchestra                   | Final Fantasy IX                           |
| 10. | The Promised Land                       | Final Fantasy VII Advent Children          |
| 11. | Thème d'introduction Memoro de la Ŝtono | Final Fantasy XI                           |
| 12. | Eyes on Me                              | Final Fantasy VIII                         |
| 13. | Kiss Me Good-Bye                        | Final Fantasy XII                          |
| 14. | Opera « Maria & Draco »                 | Final Fantasy VI (Aria di Mezzo Carattere) |
| 15. | Swing de Chocobo                        | Série Final Fantasy                        |
| 16. | Advent: One Winged Angel                | Final Fantasy VII Advent Children          |
| | Encore                                  |                                            |
| 17. | Advent: One Winged Angel                | Final Fantasy VII Advent Children          |
| 18. | Final Fantasy                           | Série Final Fantasy                        |

## Distant Worlds: music from Final Fantasy
Distant Worlds: music from Final Fantasy est le nom de la toute première tournée mondiale de concerts symphoniques mettant en vedette les musiques de la série Final Fantasy qui fut créée pour souligner le vingtième anniversaire de la sortie du premier jeu de la série. Produite par AWR Music Productions, la tournée visite de nombreuses villes où des orchestres locaux, dirigés chaque fois par Arnie Roth, jouent des musiques composées exclusivement par Nobuo Uematsu pour la série.

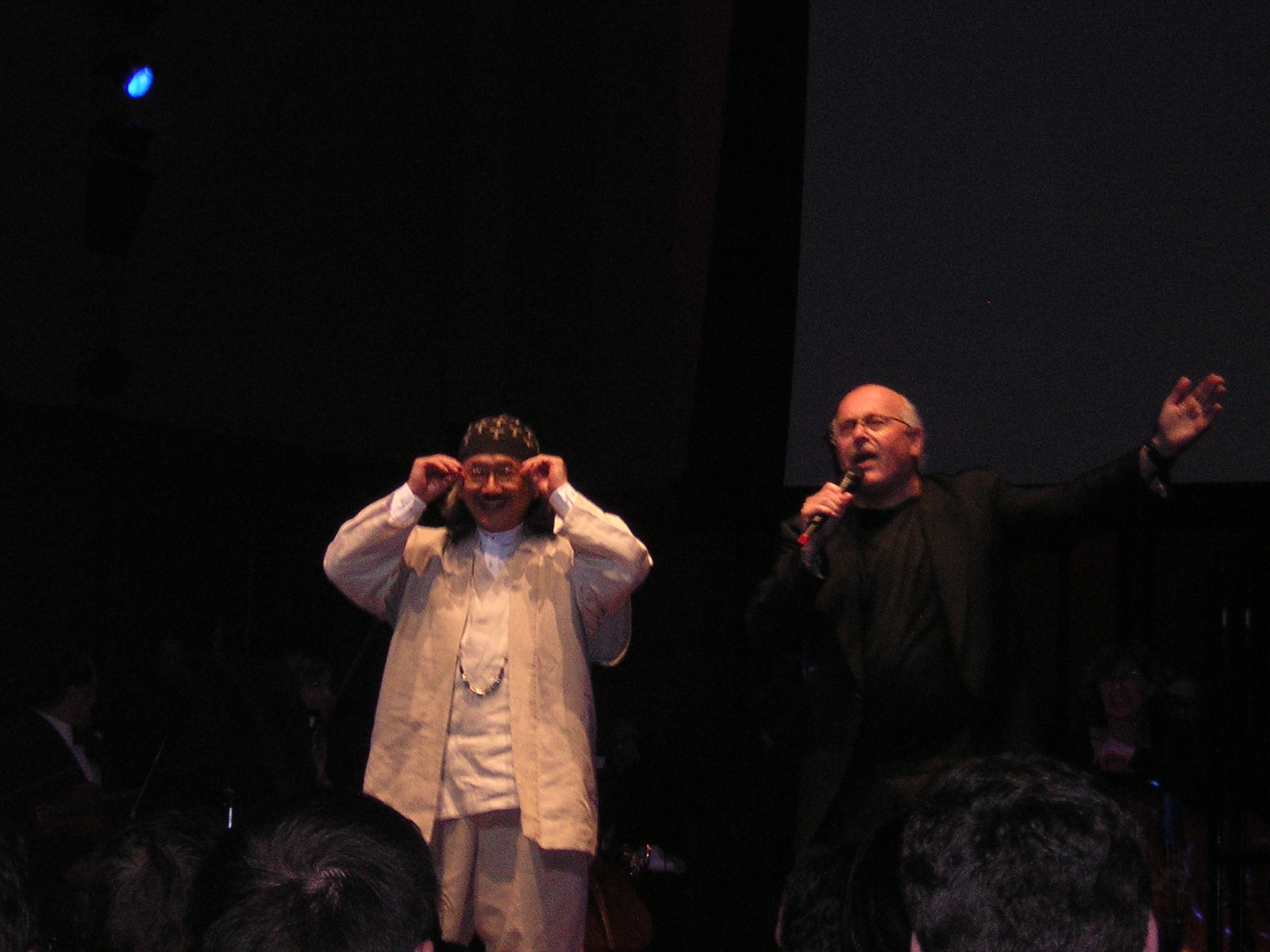
Le compositeur Nobuo Uematsu et le chef d'orchestre Arnie Roth lors d'une représentation de Distant Worlds: music from Final Fantasy en juillet 2009 à Seattle.

Le nom donné au concert, comme pour la tournée Dear Friends, est tiré d'un des morceaux de la série, Memoro de la Stono (Distant Worlds) du jeu Final Fantasy XI.
La tournée débuta le 4 décembre 2007 à Stockholm, en Suède, et se poursuit depuis (deux concerts à Paris les 12 et 13 janvier 2013). Comme dans les précédents concerts, des écrans géants au-dessus de la scène affichent des extraits des jeux en liens avec la musique jouée. Cependant, au fil du temps, la liste des morceaux joués lors des concerts a commencé à varier avec l'ajout de nouvelles compositions et le retrait de certaines. La liste ci-dessous en est une partielle des chansons qui ont été jouées au moins une fois lors des concerts de la série.
Un album éponyme de la tournée a été lancé au même moment où cette dernière prenait son envol en 2007 et contient 13 pièces jouées par l'Orchestre philharmonique royal de Stockholm.
À cette série se mêle une autre série de concerts, dont le premier a eu lieu lui aussi à Stockholm.
Simultanément sort un nouvel album, Distant Worlds II: more Music from Final Fantasy. Le dernier album en date est Distant Worlds IV : More Music From FINAL FANTASY sorti le 30 juin 2017.
| Liste des titres |                                     | |
| --- | ----------------------------------- | --- |
| \| # \| Titre \| Jeu d'origine \| \| --- \| ----------------------------------- \| ------------------------------------------------------------------------------------------------------------------------------------------------------ \| \| 1. \| Liberi Fatali \| Final Fantasy VIII \| \| 2. \| To Zanarkand \| Final Fantasy X \| \| 3. \| Don't be Afraid \| Final Fantasy VIII \| \| 4. \| Aerith's Theme \| Final Fantasy VII \| \| 5. \| Final Fantasy I-III - Medley 2002 \| Final Fantasy I (The Prelude, Main Theme, Matoya's Cave) Final Fantasy II (Rebel Army Theme, Chocobo Theme) Final Fantasy III (Elia, the Water Maiden) \| \| 6. \| Dear Friends \| Final Fantasy V \| \| 7. \| Vamo' alla Flamenco \| Final Fantasy IX \| \| 8. \| Ronfaure \| Final Fantasy XI (Ajoutée le 11 avril 2009) \| \| 9. \| Main Theme \| Série Final Fantasy \| \| \| Entracte \| \| \| 10. \| Opening ~ Bombing Mission \| Final Fantasy VII \| \| 11. \| Fisherman's Horizon \| Final Fantasy VIII \| \| 12. \| Main Theme of Final Fantasy VII \| Final Fantasy VII (Ajoutée le 8 octobre 2009[21]) \| \| 13. \| Memoro de la Stono - Distant Worlds \| Final Fantasy XI \| \| 14. \| Man With A Machine Gun \| Final Fantasy VIII (Ajoutée le 18 juin 2009[22].) \| \| 15. \| Theme of Love \| Final Fantasy IV \| \| 16. \| Dancing Mad \| Final Fantasy VI (Ajoutée le 12 décembre 2009[23].) \| \| 17. \| J-E-N-O-V-A \| Final Fantasy VII (Ajoutée le 12 décembre 2009[23].) \| \| 18. \| Swing de Chocobo \| Série Final Fantasy \| \| 19. \| Opening \| Final Fantasy III DS \| \| 20. \| Love Grows \| Final Fantasy VIII \| \| 21. \| Opera « Maria and Draco » \| Final Fantasy VI ("Aria di Mezzo Carattere") \| \| \| Encore \| \| \| 22. \| Terra's Theme \| Final Fantasy VI \| \| 23. \| One-Winged Angel \| Final Fantasy VII \| |                                     | |
| # | Titre                               | Jeu d'origine |
| 1. | Liberi Fatali                       | Final Fantasy VIII |
| 2. | To Zanarkand                        | Final Fantasy X |
| 3. | Don't be Afraid                     | Final Fantasy VIII |
| 4. | Aerith's Theme                      | Final Fantasy VII |
| 5. | Final Fantasy I-III - Medley 2002   | Final Fantasy I (The Prelude, Main Theme, Matoya's Cave) Final Fantasy II (Rebel Army Theme, Chocobo Theme) Final Fantasy III (Elia, the Water Maiden) |
| 6. | Dear Friends                        | Final Fantasy V |
| 7. | Vamo' alla Flamenco                 | Final Fantasy IX |
| 8. | Ronfaure                            | Final Fantasy XI (Ajoutée le 11 avril 2009) |
| 9. | Main Theme                          | Série Final Fantasy |
| | Entracte                            | |
| 10. | Opening ~ Bombing Mission           | Final Fantasy VII |
| 11. | Fisherman's Horizon                 | Final Fantasy VIII |
| 12. | Main Theme of Final Fantasy VII     | Final Fantasy VII (Ajoutée le 8 octobre 2009) |
| 13. | Memoro de la Stono - Distant Worlds | Final Fantasy XI |
| 14. | Man With A Machine Gun              | Final Fantasy VIII (Ajoutée le 18 juin 2009.) |
| 15. | Theme of Love                       | Final Fantasy IV |
| 16. | Dancing Mad                         | Final Fantasy VI (Ajoutée le 12 décembre 2009.) |
| 17. | J-E-N-O-V-A                         | Final Fantasy VII (Ajoutée le 12 décembre 2009.) |
| 18. | Swing de Chocobo                    | Série Final Fantasy |
| 19. | Opening                             | Final Fantasy III DS |
| 20. | Love Grows                          | Final Fantasy VIII |
| 21. | Opera « Maria and Draco »           | Final Fantasy VI ("Aria di Mezzo Carattere") |
| | Encore                              | |
| 22. | Terra's Theme                       | Final Fantasy VI |
| 23. | One-Winged Angel                    | Final Fantasy VII |

| Liste des représentations |                                                                                    |                                                                                                   |
| --- | ---------------------------------------------------------------------------------- | ------------------------------------------------------------------------------------------------- |
| \| Date \| Lieu \| Orchestre \| \| --------------------- \| ---------------------------------------------------------------------------------- \| ------------------------------------------------------------------------------------------------- \| \| 4 décembre 2007 \| Stockholm (Suède) – Stockholm Concert Hall \| Orchestre philharmonique royal de Stockholm \| \| 1er mars 2008 \| Chicago (Illinois) – Rosemont Theatre \| Chicagoland Pops Orchestra \| \| 8 octobre 2008 \| Denver, Colorado – Boettcher Concert Hall \| Colorado Symphony Orchestra \| \| 11 avril 2009 \| Minneapolis (Minnesota) – Orpheum Theatre \| Distant Worlds Philharmonic \| \| 14 avril 2009 \| Grand Rapids (Michigan) – DeVos Performance Hall \| Grand Rapids Symphony \| \| 22 et 23 mai 2009 \| Singapour – Esplanade Theatres \| Singapore Festival Orchestra \| \| 26 et 27 mai 2009 \| Taipei, République de Chine – National Dr. Sun Yat-sen Memorial Hall \| Taipei Symphony Orchestra \| \| 18 juin 2009 \| Détroit (Michigan) - Orchestra Hall \| Orchestre symphonique de Détroit \| \| 21 juin 2009 \| Dallas (Texas) – Meyerson Symphony Center \| Orchestre symphonique de Dallas \| \| 27 juin 2009 \| Baltimore (Maryland) – Meyerhoff Symphony Hall \| Orchestre symphonique de Baltimore \| \| 9 et 11 juillet 2009 \| Seattle (Washington) – Benaroya Hall \| Orchestre symphonique de Seattle \| \| 18 juillet 2009 \| San Francisco (Californie) – Davies Symphony Hall \| Orchestre symphonique de San Francisco \| \| 8 octobre 2009 \| Vancouver (Colombie-Britannique) – Orpheum Theatre \| Orchestre symphonique de Vancouver et l'ensemble vocal de l'université de la Colombie-Britannique \| \| 12 décembre 2009 \| Chicago (Illinois) – Rosemont Theatre \| Chicagoland Pops Orchestra and Festival Choir \| \| 6 et 7 février 2010 \| Séoul (Corée du Sud) – Seoul Arts Center Concert Hall \| Euro-Asian Orchestra \| \| 12 juin 2010 \| Stockholm, Suède – Stockholm Concert Hall \| Euro-Asian Orchestra \| \| 15 et 16 juillet 2010 \| San Francisco (Californie) – Davies Symphony Hall \| Orchestre philharmonique royal de Stockholm \| \| 22 juillet 2010 \| San Diego (Californie) – Embarcadero Marina Park South \| Orchestre symphonique de San Diego \| \| 24 juillet 2010 \| Houston (Texas) – Jones Hall for the Performing Arts \| Orchestre symphonique de Houston \| \| 30 juillet 2010 \| Vienna (Virginie) – Wolf Trap National Park for the Performing Arts, Filine Center \| Orchestre symphonique national \| \| 27 novembre 2010 \| Toronto (Canada) – Sony Centre for the Performing Arts \| Orchestre symphonique de Kitchener-Waterloo \| |                                                                                    |                                                                                                   |
| Date | Lieu                                                                               | Orchestre                                                                                         |
| 4 décembre 2007 | Stockholm (Suède) – Stockholm Concert Hall                                         | Orchestre philharmonique royal de Stockholm                                                       |
| 1er mars 2008 | Chicago (Illinois) – Rosemont Theatre                                              | Chicagoland Pops Orchestra                                                                        |
| 8 octobre 2008 | Denver, Colorado – Boettcher Concert Hall                                          | Colorado Symphony Orchestra                                                                       |
| 11 avril 2009 | Minneapolis (Minnesota) – Orpheum Theatre                                          | Distant Worlds Philharmonic                                                                       |
| 14 avril 2009 | Grand Rapids (Michigan) – DeVos Performance Hall                                   | Grand Rapids Symphony                                                                             |
| 22 et 23 mai 2009 | Singapour – Esplanade Theatres                                                     | Singapore Festival Orchestra                                                                      |
| 26 et 27 mai 2009 | Taipei, République de Chine – National Dr. Sun Yat-sen Memorial Hall               | Taipei Symphony Orchestra                                                                         |
| 18 juin 2009 | Détroit (Michigan) - Orchestra Hall                                                | Orchestre symphonique de Détroit                                                                  |
| 21 juin 2009 | Dallas (Texas) – Meyerson Symphony Center                                          | Orchestre symphonique de Dallas                                                                   |
| 27 juin 2009 | Baltimore (Maryland) – Meyerhoff Symphony Hall                                     | Orchestre symphonique de Baltimore                                                                |
| 9 et 11 juillet 2009 | Seattle (Washington) – Benaroya Hall                                               | Orchestre symphonique de Seattle                                                                  |
| 18 juillet 2009 | San Francisco (Californie) – Davies Symphony Hall                                  | Orchestre symphonique de San Francisco                                                            |
| 8 octobre 2009 | Vancouver (Colombie-Britannique) – Orpheum Theatre                                 | Orchestre symphonique de Vancouver et l'ensemble vocal de l'université de la Colombie-Britannique |
| 12 décembre 2009 | Chicago (Illinois) – Rosemont Theatre                                              | Chicagoland Pops Orchestra and Festival Choir                                                     |
| 6 et 7 février 2010 | Séoul (Corée du Sud) – Seoul Arts Center Concert Hall                              | Euro-Asian Orchestra                                                                              |
| 12 juin 2010 | Stockholm, Suède – Stockholm Concert Hall                                          | Euro-Asian Orchestra                                                                              |
| 15 et 16 juillet 2010 | San Francisco (Californie) – Davies Symphony Hall                                  | Orchestre philharmonique royal de Stockholm                                                       |
| 22 juillet 2010 | San Diego (Californie) – Embarcadero Marina Park South                             | Orchestre symphonique de San Diego                                                                |
| 24 juillet 2010 | Houston (Texas) – Jones Hall for the Performing Arts                               | Orchestre symphonique de Houston                                                                  |
| 30 juillet 2010 | Vienna (Virginie) – Wolf Trap National Park for the Performing Arts, Filine Center | Orchestre symphonique national                                                                    |
| 27 novembre 2010 | Toronto (Canada) – Sony Centre for the Performing Arts                             | Orchestre symphonique de Kitchener-Waterloo                                                       |